# Тенсин Седен Каторі Синто-рю
Тенсин Седен Каторі Синто-рю (天真正伝香取神道流) — одна з найдавніших існуючих в наш час шкіл традиційних японських бойових мистецтв і найдавніша з комплексних систем бойових мистецтв Японії. Засновник школи, Іїдзаса Тєїсай Іенао, народився в 1387 році в селі Іїдзаса (зараз місто Такоматі в префектурі Тіба). Сама школа називає датою свого заснування 1447, але деякі дослідники стверджують, що 1480 — точніша дата. Watatani, Kiyoshi (1967). (Zusetsu) Kobudōshi, Tokyo. 
Іїдзаса Тєїсай Іенао (飯篠長威斎家直) був видатним воїном, який майстерно володів списом і мечем. Після падіння сім'ї Тіба, якій він служив, Іїдзаса Іенао став відлюдником. За легендою, у віці шістдесяти років Іїдзаса Іенао вирішив провести безперервну тисячеденну службу в храмі Каторі, присвячуючи себе тренуванням у військових мистецтвах. У ході цієї служби йому з'явився покровитель храму, Фуцунусі-но Мікото (経津主之命), і вручив сувій Хейхо-но Сінсьо(божественне писання про хейхо). Іїдзаса Тєїсай Іенао помер в 1488 році у віці 102 років. 
Головою школи в цей час (2010 рік) є спадкоємець засновника у 20-му поколінні, Іїдзаса Сюріносуке Ясусада (飯篠修理亮快貞). Представник школи і офіційний технічний директор — Отаке Рісуке (додзе в Наріта, Префектура Тіба). 
Школа Тенсин Седен Каторі Синто-рю стала першоджерелом для багатьох шкіл бойових мистецтв Японії, і є першим бойовим мистецтвом, яке було визнано урядом країни як Національне Надбання Японії (це відбулося в 1960 році). Протягом своєї історії школа ніколи не примикала ні до яких політичних сил, завжди залишаючись незалежною. Це дозволило школі зберегти свою цілісність протягом своєї більш ніж п'ятсотрічної історії.
На відміну від багатьох традицій бойових мистецтв, Тенсин Седен Каторі Синто-рю ніколи не була привілейованою, включаючи в свої ряди представників усіх шарів населення, як воїнів, так і торговців або селян. Політика школи у цьому аспекті звучить так: «переслідувати не тих, хто прийшов вчитися, а тих, хто не тренується». 
Величезну роль у тому, що школа стала відомою за межами Японії, зіграли книги відомого дослідника бойових мистецтв Донна Ф. Дрегера.

## Курс навчання
Тенсин Седен Каторі Сінто-рю — всеосяжна система бойових мистецтв. Це означає, що на відміну від багатьох сучасних будо, таких як кендо або іайдо, які фокусуються на одному аспекті бойових мистецтв, школа надає знання про багатьох бойових мистецтвах. 
Основний акцент у навчанні робиться на кендзюцу (техніки фехтування мечем). Вивчаються і багато інших видів зброї, але всі вони служать як допоміжні для вивчення методів володіння мечем. 
Список досліджуваних технік включає в себе: 
Таті-дзюцу
- Кендзюцу (剣 术; техніки фехтування мечем)
  - Омоте-но таті — (техніка фехтування в обладунках, 4 ката)
  - Гоге-но таті — (техніка фехтування мечем без обладунків, 5 ката)
  - Гокуі Сітідзе-но таті — (закритий розділ фехтування мечем, 3 ката)
- Іайдзюцу (居 合 术; мистецтво оголення меча з одночасним ударом, Вивчаються техніки в положенні сидячи і стоячи)
  - Омоте-но іай — (відкритий розділ, техніки виконуються сидячи, 6 ката)
  - Таті іай батто-дзюцу — (відкритий розділ, техніки виконуються стоячи, 5 ката)
  - Гокуі-но іай (Окуден іай) — (закритий розділ, техніки виконуються сидячи, 5 ката)
- Рето (両 刀 术; техніки фехтування двома мечами одночасно)
  - Рето — (4 ката)
- Кодаті (小 太 刀 术; фехтування маленьким мечем)
  - Гокуі-но кодаті — (закритий розділ, 3 ката)

 Бодзюцу (棒 术; техніки ведення бою жердиною)
- Омоте-но бо — (відкритий розділ, 6 ката)
- Гокуі-но бо — (закритий розділ, 6 ката)

 Нагінатадзюцу (长刀 术; техніки ведення бою нагінатою)
- Омоте-но нагіната — (відкритий розділ, 4 ката)
- Гокуі Сітідзе-но нагіната — (закритий розділ, 3 ката)

 Содзюцу (枪 术; техніки ведення бою японським списом)
- Омоте-но ярі — (6 ката)

 Сюрікен-дзюцу (手里 剣 术; метання лез)
Ката Гоге і Гокуі викладаються тільки досвідченим учням школи після певної кількості років, присвячених технікам відкритого розділу. 
Інші аспекти школи включають в себе:
- Дзюдзюцу / Явара-дзюцу(техніки без зброї)
- Ніндзюцу (розвідка і шпигунство)
- Тікудзедзюцу(мистецтво фортифікації)
- Гунбао-хейхо(стратегія і тактика)
- Теммон тірігаку(астрономія і передбачення)
- Онме(філософські та містичні аспекти, успадковані з езотеричного буддизму).

## Тенсин Седен Каторі Синто Рю в Україні
| Місто            | Організація                        | Керівництво    |
| ---------------- | ---------------------------------- | -------------- |
| Івано-Франківськ | Школа Тенсин Седэн Каторі Синто Рю | Почигайло О.В. |
| Київ             | Тенсин Седен Каторі Синто Рю       | Мацканюк О.В.  |
| Дніпро           | Інститут бойових мистецтв Сугавара | Масько Д.І.    |